# Врбовец (Крушево)
Врбовец (мкд. Врбоец) је насеље у Северној Македонији, у западном делу државе. Врбовец припада општини Крушево.

## Географија
Насеље Врбовец је смештено у западном делу Северне Македоније. Од најближег већег града, Прилепа, насеље је удаљено 30 km западно.
Врбовец се налази на западном ободу Пелагоније, највеће висоравни Северне Македоније. Насељски атар је на истоку равничарски, док се ка западу издижу прва брда Бушеве планине. Надморска висина насеља је приближно 680 метара.
Клима у насељу је континентална.

## Становништво
По попису становништва из 2002. године Врбовец је имао 265 становника.
Претежно становништво у насељу су етнички Македонци (99%). До прве половине 20. века искључиво становништво у насељу били су Турци, који су потом спонтано иселили у матицу.
Већинска вероисповест у насељу је православље.